# Pedro Pompillo
Pedro Pompillo, que en algunas fuentes aparece como Pedro Pompilio, fue un actor de teatro y cine que nació y murió en Argentina. Desarrolló su actividad profesional entre comienzos y mediados del siglo XX.

## Actividad profesional
Actuó en el Teatro Boedo dentro de la compañía teatral del uruguayo Pedro Zanetta a fines de la década de 1920. y en 1935 formó parte del elenco que con la dirección de Augusto Remón presentó en el Teatro Apolo la obra El beso mortal. En junio de 1944 participó en la representación de El mucamo de la niña en el Teatro Municipal de Mendoza. Con la compañía encabezada por José Ramírez en agosto de 1945 trabajó en la obra Se necesita un hombre con cara de infeliz de Germán Ziclis en el Teatro Comedia de Córdoba. En febrero de 1948 actuó en el teatro Presidente Alvear en la obra Martín Fierro. En ese año integró la Compañía de Comedias Musicales encabezada por Juan Carlos Thorry- Delia Garcés- Mariano Mores, que se estrenó en el Teatro Presidente Alvear. Junto a otros integrantes como Blackie, Susana Vargas, Nany Montec, Benita Puértolas y Adelaida Soler, debutaron con la obra El otro yo de Marcela, dirigido por Román Viñoly Barreto.
En enero de 1950 participó en la obra José quiere a Marta que, dirigida por Román Viñoly Barreto, se ofreció en el Teatro Astral.
En cine fue actor de reparto en numerosos filmes destacándose su labor en la mayoría de ellos.

## Filmografía
Actor
- Las apariencias engañan (1958)
- La pícara soñadora   (1956)
- Sección desaparecidos (1956) …Inspector
- Vida nocturna    (1955)…Pedro Salas
- El amor nunca muere   (1955)
- Mercado de abasto (1955) …Antuña
- Un hombre cualquiera (1954)
- El abuelo    (1954) .... Don Carmelo
- Un ángel sin pudor (1953)
- La mejor del colegio (1953)
- Los sobrinos del Zorro (1952)
- Mi mujer está loca (1952)
- Especialista en señoras (1951)
- Me casé con una estrella (1951)
- ¡Arriba el telón! (1951)
- La comedia inmortal (1951)
- Cuidado con las mujeres (1951)
- El Zorro pierde el pelo (1950) … Medina padre
- Juan Mondiola (1950)
- Hombres a precio (1950)
- El otro yo de Marcela (1950)
- Almafuerte (1949)
- La doctora quiere tangos  (1949)
- Yo no elegí mi vida (1949) … Comisario
- Mujeres que bailan (1949) .. Padre de Graciela
- Un tropezón cualquiera da en la vida (1949) …Subjefe
- Mis cinco hijos (1948)
- El misterio del cuarto amarillo (1947)
- Una luz en la ventana (1942) .... Sargento
- La casa de los millones  (1942)
- Carnaval de antaño  (1940)

## Teatro
- José quiere a Marta (1950), de Norman Krasna, con la Compañía Argentina de Comedia encabezada por Felisa Mary, Ricardo Passano y Susana Canales.